# Le Tigre de la rivière Kwai
Pour plus de détails, voir Fiche technique et Distribution.
Le Tigre de la rivière Kwai (La tigre venuta dal fiume Kwai) est un film d'aventure italien sorti en 1975, réalisé par Franco Lattanzi.

## Synopsis
En Thaïlande, un jeune nommé Thai cherche à protéger les biens de son ami américain mort pour les transmettre à sa famille. Mais les Américains sont prompts à détruire et à tuer pour quelques dollars.

## Fiche technique
- Titre français : Le Tigre de la rivière Kwaï[1]
- Titre original italien : La tigre venuta dal fiume Kwai
- Réalisation : Franco Lattanzi
- Scénario : Armando Visconti
- Genre : Film d'aventure
- Musique : Alberto Baldan Bembo
- Production : Riccardo Billi[2] et Fu Sheng, pour Cine Fenix
- Photographie : Giovanni Visconti
- Format d'image : 2.35:1
- Pays :  Italie
- Durée : 85 minutes
- Dates de sortie :
  - Italie : 1975
  - France : 12 avril 1978[1]

## Distribution
- George Eastman : shérif Sam
- Krung Srivilai : Thai/Tigre
- Kam Wong Lung : Won Lon
- Gordon Mitchell : Jack Mason
- Loredana Farnese : Mary
- Mauro Mannatrizio : Jordan, maire
- Nuccia Cardinali : Judy Lon
- Giovanna Cardinali : Mme Stone